# James Sanford (athlétisme)
James Sanford (né le 27 décembre 1957) est un athlète américain, spécialiste du sprint.
Il remporte la course du 100 mètres à l'occasion de la Coupe du monde des nations de 1979 en 10 s 17 disputée à Montréal. Son meilleur temps de 10 s 02 est le meilleur temps hors altitude en 1980 (Westwood) avant qu'il ne soit porté l'année suivante à 10 s 00 par Carl Lewis.
En 1981, toujours à Westwood, il porte la meilleure performance de l'année à 20 s 20 sur 200 m. En avril 1979, il avait déjà battu son record sur 200 m en 20 s 19, dans ce même quartier de Los Angeles.